# Nissan Versa
Nissan Versa (укр.: Ніссан Верса) — автомобільна назва, яка використовується японським виробником Nissan в Америці для таких моделей: 

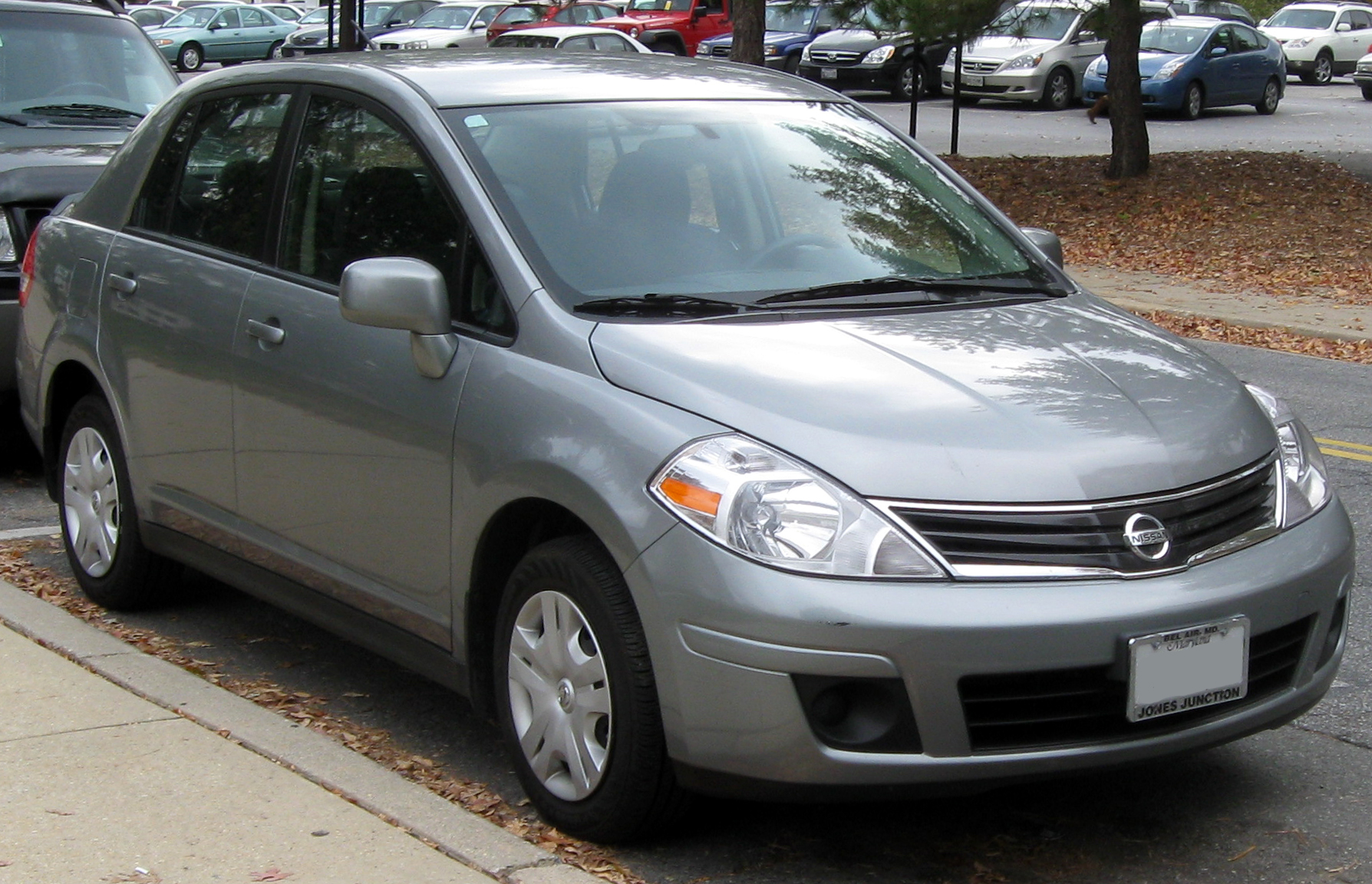
Седан Versa першого покоління (C11; 2006–2012)
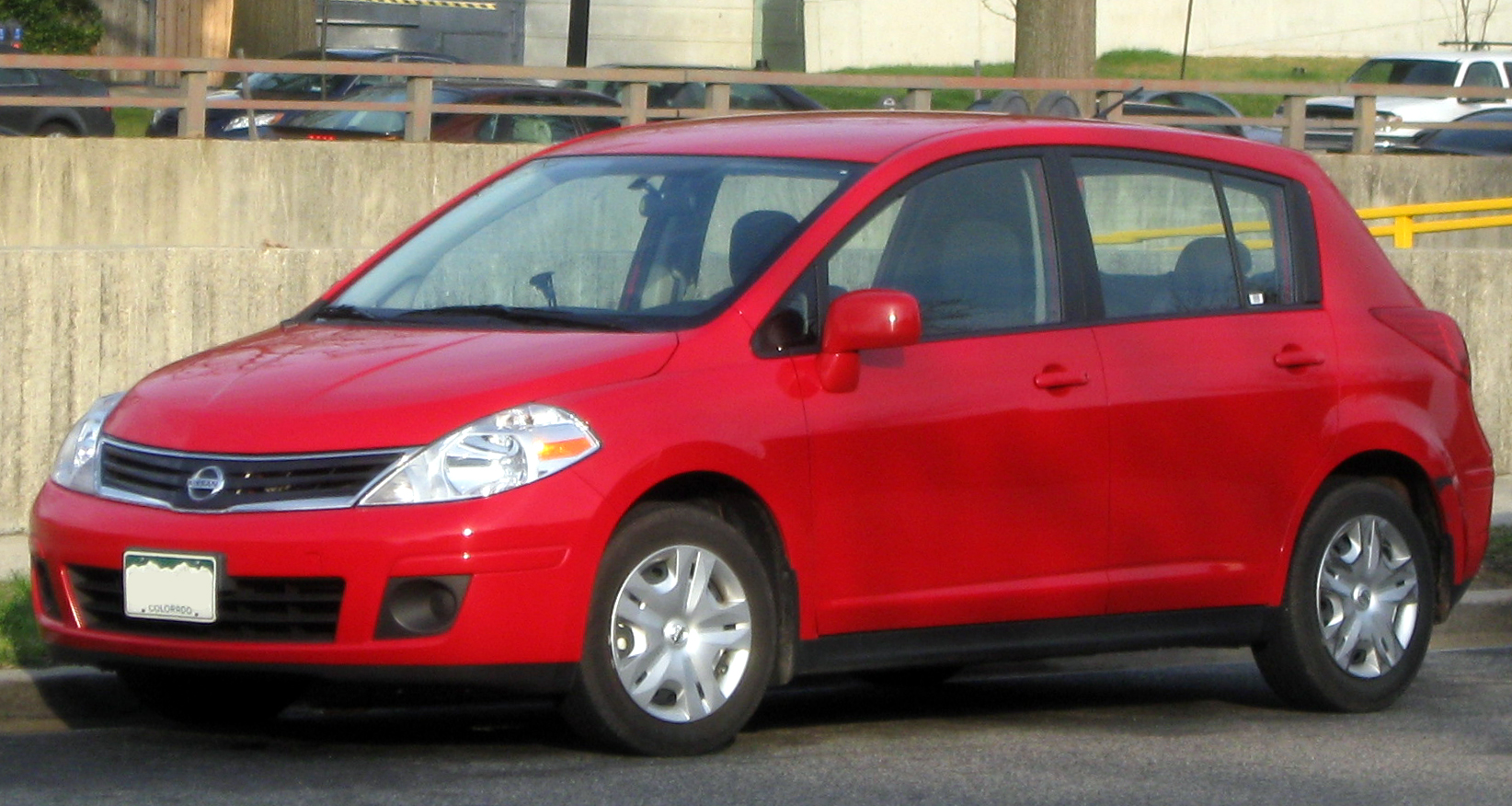
Хетчбек Versa першого покоління (C11; 2006–2013)
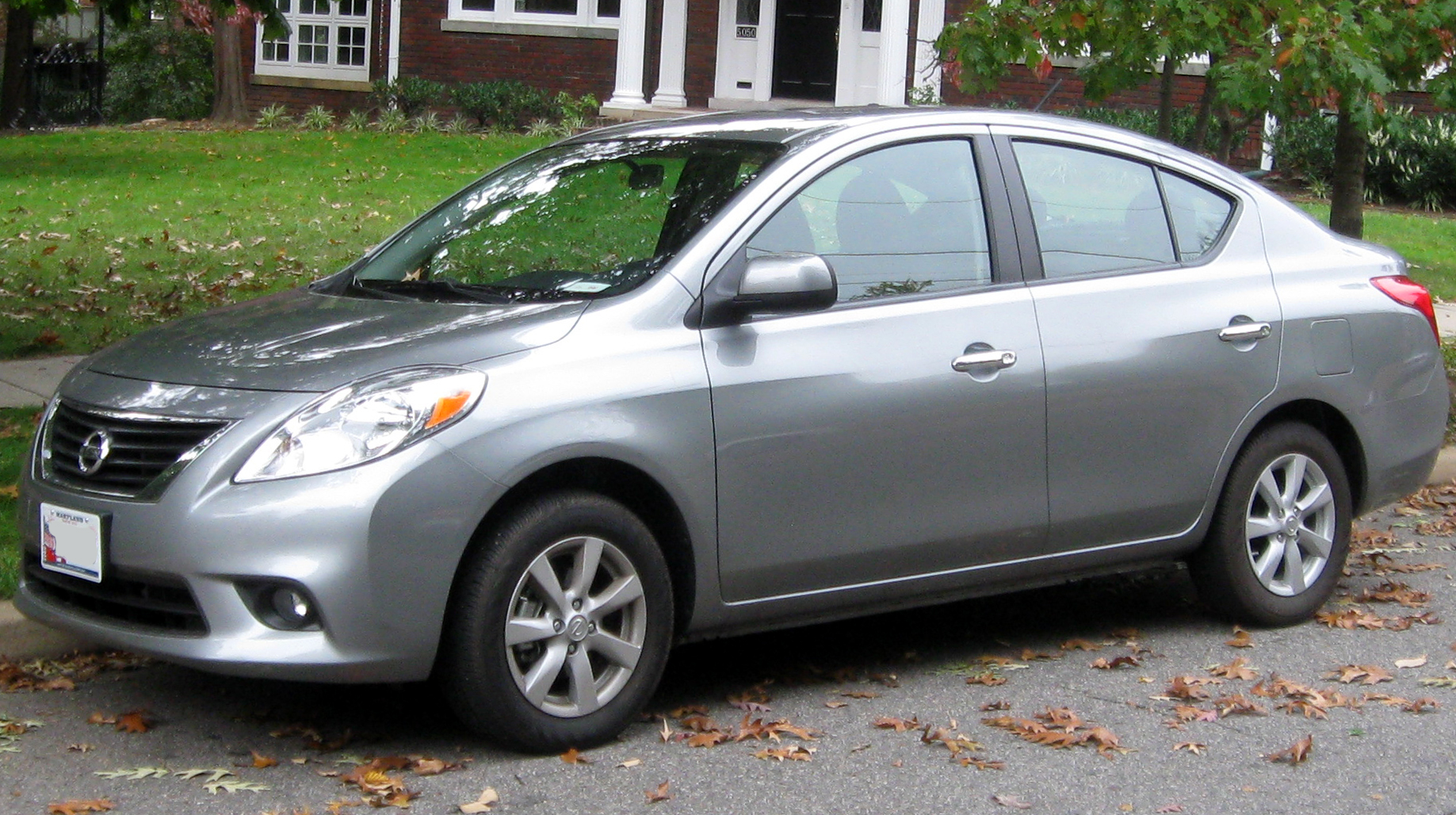
Седан Versa другого покоління (N17; 2012–2019)
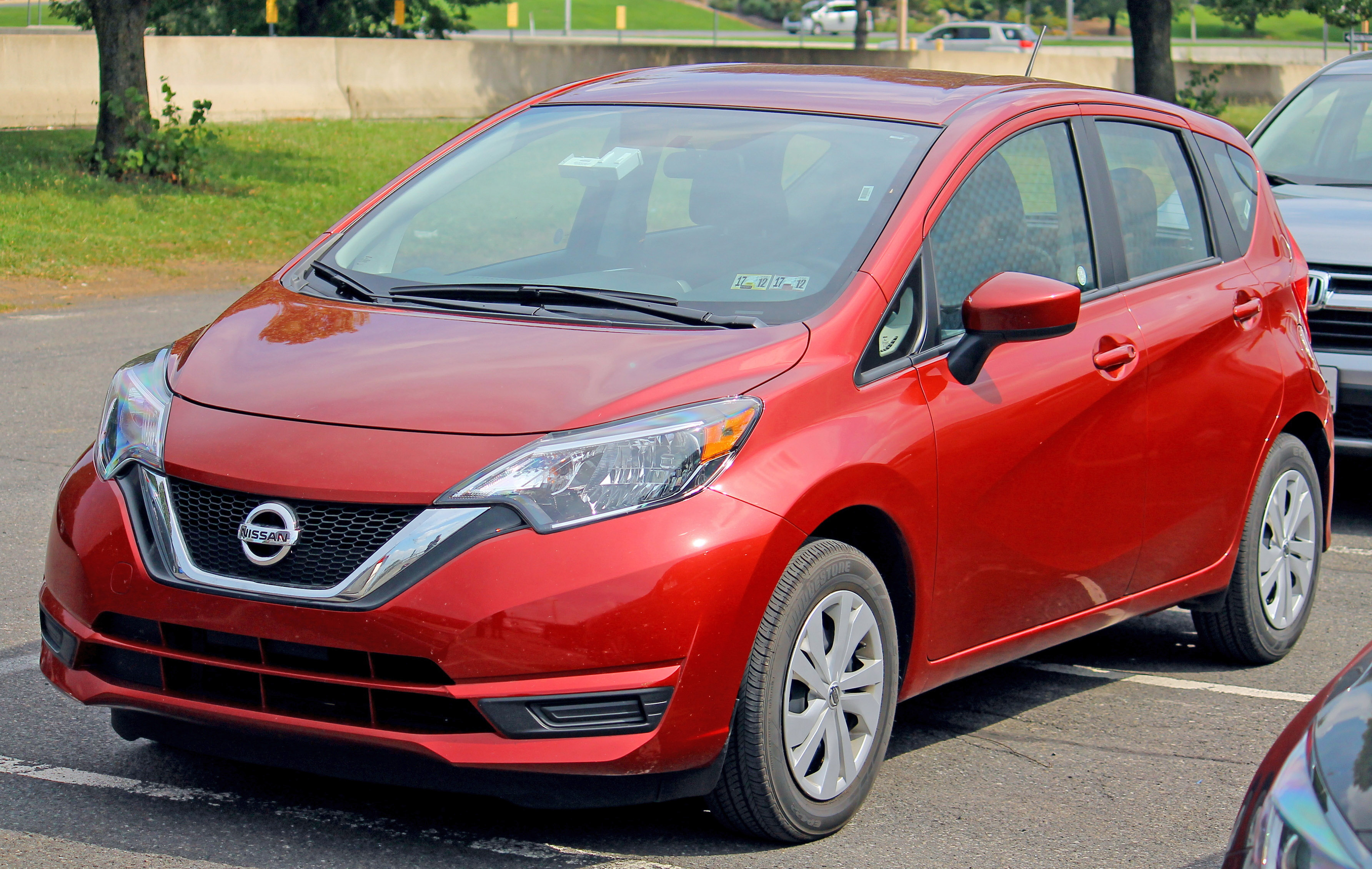
Versa Note (E12; 2013–2019)
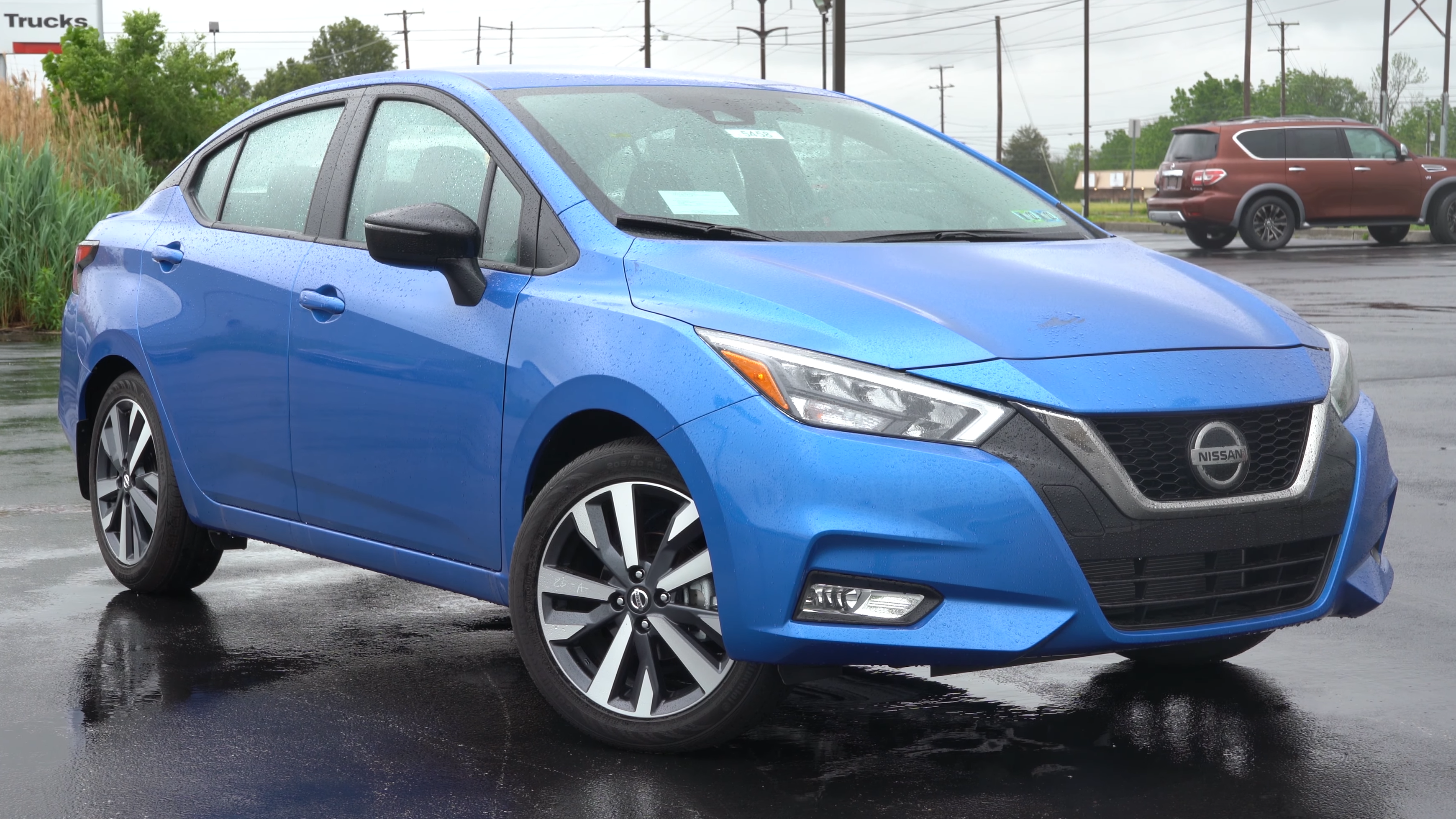
Седан Versa третього покоління (N18; 2019–дотепер)

Відповідно до прес-релізу Nissan у 2008 році, «versa» є скороченням від «універсальний простір», що означає просторість салону та конфігурацію вантажу.  Versa — один із небагатьох субкомпактних автомобілів, що залишилися у продажу на північноамериканському ринку, причому більшість автовиробників відмовилися від малих автомобілів зі своїх лінійок, щоб зосередитися на кросоверах і позашляховиках. 

## Продажі
| Календарний рік | США     | Канада | Мексика | Бразилія |
| --------------- | ------- | ------ | ------- | -------- |
| 2006 рік        | 22 044  | 6,727  | —       | —        |
| 2007 рік        | 79,443  | 21 940 | —       | —        |
| 2008 рік        | 85,182  | 21 845 | —       | —        |
| 2009 рік        | 82,906  | 20 097 | —       | —        |
| 2010 рік        | 99,705  | 15,743 | —       | —        |
| 2011 рік        | 99 730  | 14 497 | 20 894  | 3,218    |
| 2012 рік        | 113,327 | 12 476 | 47 506  | 19 670   |
| 2013 рік        | 117,352 | 12 297 | 49 004  | 20 730   |
| 2014 рік        | 139,781 | 13,314 | 53 777  | 15 400   |
| 2015 рік        | 144,528 | 9,120  | 64 454  | 17,412   |
| 2016 рік        | 132,214 | 7720   | 90 543  | 21 898   |
| 2017 рік        | 106,772 | 7,865  | 93 041  | 23370    |
| 2018 рік        | 75,809  | 6430   | 91 320  | 27 995   |
| 2019 рік        | 66 596  | 2,369  | 88 707  | 21 781   |
| 2020 рік        | 48,273  | 126    | 68 013  | 9,907    |
| 2021 рік        | 60 913  | 2,897  | 69 775  | 11,107   |
| 2022 рік        | 13,396  | 1286   | 48 055  | 5,637    |
| 2023 рік        | 24 807  | 1634   | 56 687  | 8860     |